# Kalanchoe schizophylla
Kalanchoe schizophylla är en fetbladsväxtart som beskrevs av Henri Ernest Baillon. Kalanchoe schizophylla ingår i släktet Kalanchoe och familjen fetbladsväxter. Inga underarter finns listade i Catalogue of Life.

## Bildgalleri

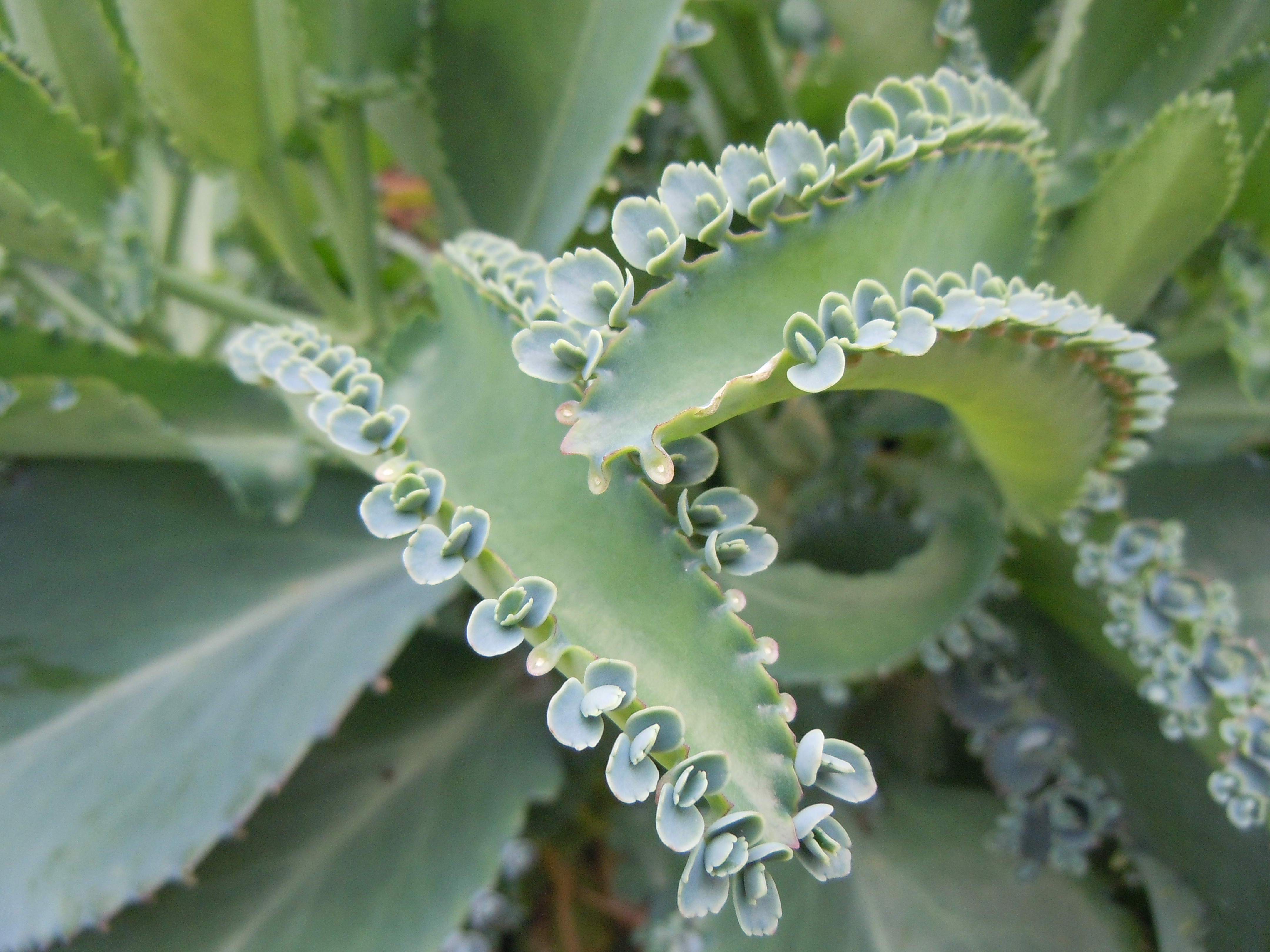